# 류대식
류대식(1980년 4월 26일 ~ )은 대한민국의 배우이다.

## 출연작

### 영화
- 《마약왕》 (2018년) - 홍콩밀수업자들 역
- 《공작》 (2018년) - 국경수비대 5 역
- 《마중: 커피숍 난동 수다 사건》 (2018년) - 대식 역
- 《불한당: 나쁜 놈들의 세상》 (2017년) - 최선장 패거리 역
- 《원라인》 (2017년) - 대포차업주 역
- 《프리즌》 (2017년) - 캉웨이패거리 역
- 《고산자, 대동여지도》 (2016년) - 목공 1 역
- 《대호》 (2015년) - 엽물꾼 류씨 역
- 《살인의뢰》 (2015년) - 구경꾼 1 역
- 《들개들》 (2014년) - 어께 1 역
- 《청춘예찬》 (2014년) - 형사 1 역
- 《소녀》 (2013년) - 덕만일행 역

### 드라마
- 《빅 포레스트》 (tvN, 2018년)
- 《역적 : 백성을 훔친 도적》 (MBC, 2017년)
- 《당신만이 내사랑》 (KBS1, 2014년)
- 《포세이돈》 (KBS2, 2011년)

### 연극
- 《수안보》 (2014년) - 박영규 역
- 《오빠 나랑 사귈래요》 (2013년)
- 《안진사가 죽었다》 (2012년)
- 《궤도열차》 (2010년) - 경찰서장 열차 기관장 김동진 김경식 역
- 《누가 왕의 학사를 죽였나》 (2009년) - 사령 역
- 《누가 왕의 학사를 죽였는가?》 (2008년) - 사령 나인 겸사복 역